# درخواست کمک (باب‌اسفنجی شلوارمکعبی)
درخواست کمک (انگلیسی: Help Wanted) قسمت اول سریال تلویزیونی متحرک باب‌اسفنجی شلوارمکعبی است که برای نخستین بار در ۱ مه ۱۹۹۹ (۱۱ اردیبهشت ۱۳۷۸ شمسی) در ساعت ۱۶ به وقت ایالات متحده روی آنتن تلویزیون رفت. در ایران این قسمت با نام "درخواست کمک"از شبکه پرشین تون دوبله و پخش شد. شخصیت اصلی این قسمت، یک اسفنج دریایی به نام باب اسفنجی است که تلاش می‌کند در یک رستوران محلی به نام رستوران خرچنگ کار کند. با این حال، او وظیفه پیدا کردن یک کفگیر به ظاهر غیر موجود را دارد زیرا صاحب رستوران، آقای خرچنگ، اعتقاد دارد که او لیاقت این کار را ندارد. در ادامه، جمعیت موتوماهیان گرسنه ای به رستوران می‌آیند و تقاضای وعده‌های غذایی می‌دهد. باب اسفنجی نیز به رستوران خرچنگ می‌آید و کفگیر مورد نظر آقای خرچنگ را تهیه کرده‌است. او با استفاده از کفگیرش برای انجام گرسنگی موتوماهیان استفاده می‌کند. در نهایت آقای خرچنگ او را در رستورانش استخدام می‌کند.

## شخصیت‌ها
- تام کنی - راوی
- تام کنی - باب اسفنجی
- کلنسی براون - آقای خرچنگ
- بیل فاگرباکی - پاتریک ستاره
- دوبلورهای مختلف - موتوماهیان
- تام کنی - گری حلزون
- فارسی:
- کریم بیانی - باب اسفنجی، راوی
- مجتبی فتح‌اللهی - آقای خرچنگ
- ابراهیم شفیعی - پاتریک، گری